# Sutton Hoo-hjelmen
Sutton Hoo-hjelmen er en dekoreret angelsaksisk hjelm, der blev fundet i 1939 under udgravningerne af Sutton Hoo skibsbegravelsen. Den blev begravet omkring 620-625, og bliver ofte associeret med den angelsaksiske kong Rædwald af East Anglia; den detaljerede dekoration kan muligvis have givet den en sekundær funktion som krone. Hjelmen var både et funktionelt stykke rustning, der har givet god beskyttelse til bæreren, og et dekorativt, prestigefyldt stykke ekstravagant metalarbejde. Det er en ikonisk genstand fra et arkæologisk fund, der er blevet omtalt som den "britiske Tutankhamon", og den er blevet et symbol på den tidlige middelalder i "arkæologi generelt", og i England.
Hjelmen har øjenbryn, en næse og overskæg og giver udtrykket af ansigtet på en mand, men delene er samtidig udformet som en brølene drage med udstrakte vinger i form af næsen som krop og hale, øjenbrynene som vinger og hovedet ovre dem. Den blev udgravet som hundredvis af små fragmenter, og udstillet efter den første rekonkstruktion i 1945-46. Den fik sin nuværende form efter en ny rekonstruktion, der foregik over 18 måneder i 1970-71 af Nigel Williams.
Hjelmen og andre genstande fra området blev bestemt til at være Edith Prettys ejendom, fordi den ikke indeholdt nok ædelmetal til at kunne erklæres som skattefund, da hun ejede jorden, hvor de blev fundet. Hun donerede dog hele fundet British Museum kort efter afgørelsen, hvor hjelmen er permanent udstillet i rum 41.
Sutton Hoo-hjelmen er af typen hjelme med kam (crested helmet, der tæller en række andre hjelme og hjelmfragmenter bl.a. Benty Grange-hjelmen, Broahjelmen, Coppergatehjelmen, Hellvi hjelmfragmenterne, Pioneerhjelmen, Shorwellhjelmen og Staffordshirehjelmen. En del af disse hjelme stammer fra Vendel og Valsgärde i Sverige.